# Emmanuel-Louis Gruner
Pour les articles homonymes, voir Gruner.
Emmanuel-Louis Gruner, né le 11 mai 1809 à Ittigen canton de Berne, en Suisse, et mort le 26 mars 1883 à Beaucaire (Gard), est un ingénieur des mines franco-suisse. Il s’est illustré dans les domaines de la métallurgie et de la géologie. 

## Biographie

### Enfance
Emmanuel-Louis Gruner est né dans une famille nombreuse comportant seize enfants. Il en était le quatrième. Il est né en Suisse dans la localité dans le quartier de  Worblaufen à Ittigen à côté de Berne. Par tradition, la famille était tournée vers les sciences. Sa maman descendait de Albrecht von Haller (1708-1777) qui était anatomiste et naturaliste; son grand-père paternel est cité, entre autres par Buffon, pour ses travaux sur les glaciers…. 
Sa mère, Julie de Jenner lui donna une éducation religieuse qui l’influença toute sa vie. Elle mourut prématurément alors qu’il avait vingt et un ans. Son père s’appelait Emmanuel Gruner dit de Wors-Lauffen. Il exerçait la profession de négociant.
Entre neuf et seize ans, il est scolarisé à Gottsadt dans une institution dirigée par le pasteur Zehender.
Il est le père d'Édouard Gruner.

### Études
Il étudie à l’université de Genève pendant deux ans jusqu’en 1827, puis à Paris, où il prépare en 1828 pour le concours d’entrée à l’école Polytechnique, qu'il réussit la même année, classé neuvième. Il demande sa naturalisation française pour entrer à l’École nationale supérieure des mines de Paris (promotion de 1830). Il est major de sa promotion et est dispensé des cours de troisième année. Il intègre le corps des Mines.

### Carrière
Après une période de voyage en Allemagne et en Europe centrale, il obtient en 1834 un poste à Saint-Étienne, l'un des centres français pour l’extraction du charbon et la sidérurgie. Il mène une exploration géologique des bassins houillers du département de la Loire.
En 1835, il est nommé professeur de chimie à l’École nationale supérieure des mines de Saint-Étienne, puis en 1847, il est nommé ingénieur en chef du service des mines de Poitiers. De 1852 à 1858, il est directeur de l’école des mines de Saint-Étienne. Il est ensuite nommé à la chaire de métallurgie de l’école des mines de Paris, poste qu'il occupe jusqu’en 1872. Il occupe ensuite divers postes dans l’administration française des mines jusqu’à sa retraite en 1879.
Il meurt à Beaucaire le 26 mars 1883, d’une affection pulmonaire.

## Travaux

### Géologie
Il est chargé à son arrivée en 1834 à Saint-Étienne d’établir la carte géologique du département de la Loire. Il est donc amené à faire de nombreux travaux d’exploration géologique dans cette région. Compte tenu de l’importance économique du charbon pour la région, une part importante de son travail se rapportait aux formations houillères. Il publie des articles dans les Annales des mines, les Annales de la Société d’agriculture, sciences et arts de Lyon et le Bulletin de la Société géologique de France. Il publie également, de nombreux résultats de ses recherches sur les formations houillères de la Creuse, notamment les houillères de Bosmoreau.
En 1853, il découvre et décrit la grunérite, nommée d'après lui, un minerai de fer du groupe des amphiboles.
En 1859, il publie l'ouvrage Description géologique de la Loire. Il complète en 1860 un deuxième tome centré sur les formations houillères, publié accompagné d’un atlas en 1882, après une refonte.

### Métallurgie
De la même manière que pour la géologie, Gruner publia un grand nombre d’article dans les Annales des mines. Ces travaux portèrent aussi bien sur les procédés que sur la chimie de plusieurs minerais. Son nom fut d’ailleurs donné à un silicate naturel de fer et de magnésium du groupe des amphiboles : la grunérite de composition : (Fe, Mg)7, Si8022 qu’il découvrit dans un minerai de fer particulier, la collobriérite, du massif des Maures.
Il établit également une classification de la qualité de houille basée sur la teneur en matière volatile et les résultats de la cokéfaction :
1. houille sèche à longue flamme 40 à 45 % de matière volatile ;
2. houille grasse à longue flamme 32 à 40 % de matière volatile ;
3. houille grasse proprement dite 26 à 32 % ;
4. houille grasse à courte flamme 18 à 26 % ;
5. houille maigre 10 à 18 % ;
6. houille anthracite 8 à 10 %.

Ces contributions avaient souvent pour objet d’aider les industriels à utiliser les nouveaux procédés ou produits sidérurgiques qui se développaient à très grande vitesse à cette époque de la révolution industrielle. 
Il fit un travail important sur les hauts fourneaux afin de développer et d’optimiser la production de fonte. À titre anecdotique on peut noter l’existence de la classification Gruner qu’il établit pour classifier les hauts fourneaux  en fonction du rapport hauteur (h) sur diamètre du ventre (v) :
- hauts fourneaux trapus (h/v ≤ 3) ;
- hauts fourneaux ordinaires (h/v ≃ 3,5) ;
- hauts fourneaux élancés (h/v ≥ 4).

Il estima que les hauts fourneaux élancés donnaient de meilleurs résultats en ce qui concerne la régularité et la consommation de combustible.
Il existe un indice de Gruner qui quantifie le rapport volumique CO/CO2 en sortie d’un haut fourneau. Il en quantifie le bon fonctionnement. Gruner estimait que le meilleur rapport était de 0,675. Cet indice est peu utilisé actuellement.
Il démontra l’impossibilité de traiter correctement des fontes phosphoreuses avec le procédé Bessemer, mais affirme « que l'acier puddlé, ainsi que le fer puddlé aciéreux, ont fait leur temps. Ils vont céder le pas à l'acier Bessemer ». Il eut l’intuition de la solution qui fut développée avec succès quelques années plus tard par Thomas et Gilchrist pour traiter des fontes phosphoreuses : « Peut-être pourrait-on avoir recours à la dolomie, le carbonate double de chaux et de magnésie ? La dolomie, cuite à haute température, surtout si elle contenait assez d’argile pour se fritter un peu, résisterait mieux que la chaux pure à l’action de l’air humide. ».
Outre ses très nombreuses comptes-rendus publiés dans les Annales des mines concernant les procédés sidérurgiques d’obtention de la fonte de l’acier, il publia plusieurs ouvrages :
- Emmanuel-Louis Gruner et Charles-Romain Lan, État présent de la métallurgie en Angleterre, Paris, Dunod éditeur, 1862 (lire en ligne)
- Traité de métallurgie, Dunod éditeur.
  - Tome premier : agent et appareils métallurgiques, principe de la combustion (1875)
  - Tome second : chauffage et fusion, grillage, affinage et réduction (1878)

Le tome second est incomplet. L’auteur mourut avant de l’avoir achevé.